# Шульц, Либеготт-Отто-Конрад Конрадович
Либеготт-Отто-Конрад Конрадович Шульц (лит. Lybegotas Otto Konradas Šulcas; 1772—1840) — лютеранский пастор и писатель
.

## Биография
Происходил из балтийских немцев. Родился 9 (20) мая 1772 года в Жеймялисе (Шаймы) в семье местного пастора Конрада Шульца (1731—1802).
В 1789—1790 годах учился в Academia Petrina (впоследствии — Митавская гимназия). Затем с 1791 по 1793 год изучал богословие в Йенском университете.
В 1793 году отец вызвал его к себе в Литву и сделал своим помощником, а через два года передал ему свой приход. В 1801 году Шульц был перемещён пастором в Курляндскую губернию (в Линден-Бирсгаллен) и умер здесь в звании члена консистории 8 (20) февраля 1840 года.
В 1800 году он женился на дочери пастора, Констанции, в 1807 году у них родился сын Рудольф (нем. Rudolf Schulz (Theologe, 1807)), будущий латышский богослов и литератор.
В 1824 году потерял всё свое имущество при пожаре. С 1837 года был советником Куршской консистории.
Шульц писал по-латышски и по-немецки. Темы его публикаций разнообразны — от истории и практических советов до религии и краеведения. В 1832 году была напечатана первая книга по истории Латвии на латышском языке: «Kursemmes stahstu grahmata jeb tahdu leetu isteikschana, kas wehrā leekamas, un Kursemmē notikkuschas, no wezzeem laikeem lihds muhsu deenahm». Из печатных трудов его, вышедших отдельными изданиями, также наиболее известны следующие: «Lindes — un Birsgalles pagasta — klausischana», «Lindes — un Birsgalles Semneeka jeb Pagasta — Teesa», «Kahdi wehrā leekami basnizas-likkumi». Кроме того, несколько статей на латышском языке были помещены им в разное время в «Gadda-Grahmata» и «Latweeschu Awises» и три немецкие статьи в сборнике Граве «Magazin für protest. Pred.» (1817—1819): «Bauer — Polemik», «Bei der Bestattung eines feindlichen Kriegers im Jalre 1812» и «Rückblick auf einen Bettler». В 1835 году он издал сборник песен «Jaunu un lativės latsėsų gramatu» тиражом 108 экземпляров.